# Трудно быть богом (игра)
«Тру́дно быть бо́гом» — компьютерная ролевая игра, разработанная по мотивам одноимённой повести братьев Стругацких.

## Игровой мир
Действие игры происходит в будущем на вымышленной планете Цуринака (Примерно через два года после событий в одноименном произведении братьев Стругацких). Население этой планеты представляет собой гуманоидную расу, представители которой физически идентичны землянам. Их цивилизация находится на уровне развития, соответствующем земному средневековью. Более развитые земляне негласно присутствуют на планете в качестве наблюдателей и прилагают свои усилия к гуманизации нравов местных жителей, а также к общему развитию данной цивилизации.
Флора и фауна Цуринаки разнообразна и состоит как из привычных земных видов (лошади, волки, разнообразные растения), так и из эндемичных (гигантские пауки, пиявки и др.). Причины такого разнообразия поясняются в самом конце игры.
Наиболее значимым государством на планете является Эсторская Империя. Формально, его провинциями являются Арканар, Ирукан и ряд других фактически независимых государств. Действие игры разворачивается в Арканаре.

## Основные персонажи
- Главный герой  — Выпускник Имперской школы разведчиков. В игре по имени к нему никто не обращается, пользователю предоставляется возможность самому задать имя главного героя. В письме прогрессора Джошуа Брассера старому барону Мусину названо его имя, данное при рождении - в двух вариантах - местном (Ниоко) и земном (Николай).
- Консул Арата — Профессиональный бунтовщик, возглавивший Арканар после падения монархии.
- Граф Римон
- Брат Рудольф Руди Сикорский

## Роли персонажа
Одной из особенностей игры является возможность выбора роли игроком. В зависимости от роли определяется отношение к игроку других игровых персонажей. Это напрямую влияет на игровой процесс. Так, например, если стоит задача вернуть законному владельцу квестовый предмет, похищенный разбойниками, эту задачу можно выполнить двояко. Можно убить всех разбойников и забрать предмет, а можно, переодевшись разбойником, бескровно забрать его посредством переговоров. За различные способы прохождения квестов начисляется, как правило, разное количество очков. Кроме того, некоторые квесты можно получить и пройти, только находясь в определённой роли. Возможность смены роли не задается скриптами и всегда доступна для игрока.
Роль определяется одеждой. Всего на персонажа можно надеть до шести предметов одежды. Если хотя бы пять из них будут статусными для определённой роли, эта роль присваивается игроку. Значок статусной одежды помечен соответствующей буквой. Если на персонаже надето менее пяти статусных предметов одежды, ему присваивается роль наемника.

## Сюжет
Действие происходит через два года после событий, описанных в повести. Главный герой получает своё первое задание: он должен будет пробраться в Арканар и ликвидировать Арату, лидера мятежников и правителя Арканара. Также, ему поручается собрать сведения о доне Румате Эсторском.
Прибыв в Арканар, персонаж узнает, что город блокирован баронским ополчением. Тем не менее, ему удается проникнуть в город. Там он ведет расследование, направленное на поиск информации о доне Румате. Параллельно он ищет возможности выполнить основное поручение, но, когда такой случай предоставляется, главный герой не убивает Арату. После этого главного героя похищают люди графа Римона и доставляют к нему в замок, но персонаж осуществляет побег и укрывается в Пьяной берлоге. Однако подручный графа Римона находит его там и пытается убить при помощи отравленного клинка. Получив рану, главный герой переносится в загробный мир. Там к нему являются духи умерших, также он встречает дона Румату Эсторского. От него персонаж узнает о существовании Земли, также Румата пытается пояснить суть действий землян на Цуринаке. Затем персонаж при помощи шамана-варвара возвращается в мир живых. Там он ставит агентов-землян перед фактом того, что ему о них известно. Он соглашается на совместную с землянами работу. Также он получает информацию, что полностью излечить его может лишь некто брат Руди.
Одним из призраков, встреченных персонажем в загробном мире, был барон Мусин. Он поручил главному герою отомстить за себя — он был отравлен. Взамен призрак предлагает назваться его племянником и получить наследство — замок с прилегающими территориями. Всю необходимую для этого информацию барон Мусин предоставил.
Прибыв во владения барона Мусина, персонаж вступает в наследование имущества своего «дяди». В одной из комнат замка он находит земные артефакты и оружие и выясняет, что его «отец» (муж сестры барона Мусина) был земным агентом.
Затем главный герой разыскивает брата Руди. Тот тоже оказывается земным агентом, его настоящее имя — Рудольф Сикорски. После выполнения ряда его поручений главный герой получает противоядие.
Возвратившись в свой замок, персонаж встречает там графа Римона. Тот тоже оказывается землянином, однако не действующим агентом. Он имитировал свою смерть несколько лет назад, чтобы иметь возможность без помех заниматься поиском некоего артефакта, оставленного на Цуринаке в незапамятные времена сверхцивилизацией Странников. Граф предлагает совместно продолжать эту работу, и персонаж игры соглашается. Он разыскивает части карты, на которой возможно отмечено местонахождение этого артефакта. Получив полную карту, главный герой отправляется в Гниловражье. Там он находит этот артефакт — это суперкомпьютер, управляющий развитием цивилизации Цуринаки. Получив к нему доступ, главный герой может выбрать два варианта развития местной цивилизации — ускоренный прогресс и ускоренный регресс, а также возможность уничтожения суперкомпьютера.

## Рецензии
| Сводный рейтинг | Сводный рейтинг |
| Агрегатор       | Оценка          |
| --------------- | --------------- |
| GameRankings    | 58,46 %         |

- Absolute Games:

... рассуждения о ценности творчества писателей имеют мало общего с работой «Акеллы», владеющей лицензией на производство «игр по мотивам». Судьбу интерактивной версии «Трудно быть богом» можно было предсказать сразу после анонса, известившего о том, что её разрабатывает студия «Бурут». Новый проект хорош только в сравнении с её предыдущими RPG — кошмарными «Златогорьем» и «Златогорьем 2».— http://www.ag.ru/games/hard-to-be-a-god/review
- Игромания:

И-то-го. Получилась весьма качественная сюжетная action/PRG — особенно для «Бурута» и славянской игровой промышленности. С проработанным миром и прожорливыми системными требованиями. Проект, который действительно использует наследие Стругацких, а не, простите за каламбур, «стругает» деньги на имени братьев. Однако до Больши́х Игр своего жанра ей еще расти и расти.— https://www.igromania.ru/article/12731/Trudno_byt_Bogom.html
- Игры@Mail.Ru:

Для прочтения книги, легшей в основу, требуется несколько часов, при этом она подарит массу эмоций и удивит продуманным сюжетом. Для прохождения игры требуется в десятки раз больше времени, и тратить его нет никакого смысла — ничего кроме кучи промахов и ошибок вы не найдете.— https://games.mail.ru/pc/articles/review/trudno_byt_bogom/